# Gerusalemme Ovest

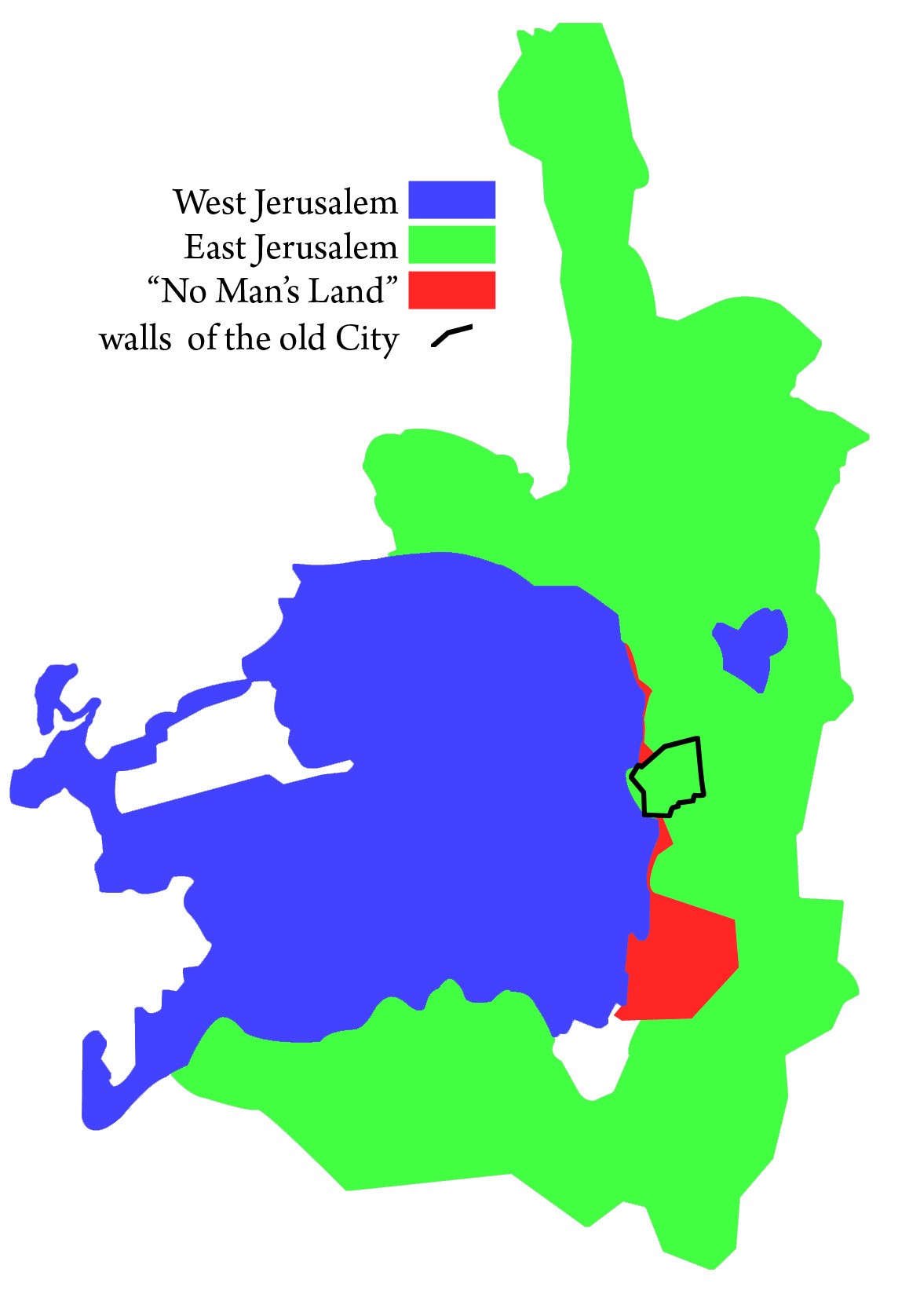
L'area comunale di Gerusalemme tra il 1948 e il 1967

Gerusalemme Ovest è la parte occidentale di Gerusalemme che rimase sotto il controllo israeliano dopo la guerra arabo-israeliana del 1948, le cui linee di cessate il fuoco delimitarono il confine con il resto della città, che era sotto il controllo giordano.  Un certo numero di paesi occidentali come il Regno Unito riconosce de facto l'autorità israeliana, ma rifiuta il riconoscimento de jure. L'affermazione di Israele della sovranità su Gerusalemme Ovest è più ampiamente accettata della sua rivendicazione su Gerusalemme Est.